# Parti constitutionnel (Espagne)
Le Parti constitutionnel (Partido Constitucional)) est un parti politique espagnol libéral formé en 1871 et dissout en 1880, issu d’une scission de l'aile droite du Parti progressiste après l'assassinat du général Prim. Son nom fait référence à la Constitution de 1869, dont le parti était défenseur.
Mené par Práxedes Mateo Sagasta et Francisco Serrano, il alterna au pouvoir avec le Parti radical lors de la seconde année du règne d'Amédée Ier,.
Pour mener sa politique, le parti dut faire appel au vote de certains républicains et fit usage de manipulation électorale. Il fut accusé d’avoir utilisé de l’argent public pour acheter des votes.
Il constitua le noyau du Parti libéral de Sagasta, qui fut l'un des deux principaux partis de la Restauration bourbonienne (1874-1923),.